# ميغيل برافو
ميغيل برافو (29 أكتوبر 1986 في الإكوادور - ) هو لاعب كرة قدم إكوادوري في مركز الوسط. لعب مع سوسيداد ديبورتيفو كيتو ونادي إيميلك ونادي ديبورتيفو إل ناسيونال ونادي إسبولي الرياضي ‏ ونادي الجامعة الكاثوليكية (الإكوادور) وديبورتيفو كوينكا ونادي أولميدو.

## وصلات خارجية
- ميغيل برافو على موقع قاعدة بيانات كرة القدم.إي يو (الإنجليزية)